# Campeonato Chileno de Futebol de 1993
O Campeonato Chileno de Futebol de 1993 (oficialmente Campeonato Nacional de Fútbol Profesional de la Primera División de Chile) foi a 61ª edição do campeonato do futebol do Chile. Os 16 clubes jogam todos contra todos, sendo o primeiro colocado campeão. Os dois últimos colocados são rebaixados diretamente para a Campeonato Chileno de Futebol - Segunda Divisão. O campeão e o ganhador da ligilla entre o vice, 3º, 4º e 5º lugar se classificam para a Copa Libertadores da América de 1994.

## Participantes
| Equipe                                        | Cidade        | Região                           | No ano anterior                                                     | Estádio                                    | Capacidade | Títulos                                     | Participações |
| --------------------------------------------- | ------------- | -------------------------------- | ------------------------------------------------------------------- | ------------------------------------------ | ---------- | ------------------------------------------- | ------------- |
| Club Social y Deportivo Colo-Colo             | Macul         | Região Metropolitana de Santiago | Vice Campeão                                                        | Estádio Monumental David Arellano          | 47.017     | 19 (Último em 1991)                         | 61            |
| Unión Española                                | Independencia | Região Metropolitana de Santiago | Quinto Lugar                                                        | Estádio Santa Laura                        | 22.375     | 5 (1943, 1951, 1973, 1975, 1978)            | 60            |
| Club Deportivo Universidad Católica           | Las Condes    | Região Metropolitana de Santiago | Terceiro Lugar                                                      | Estádio San Carlos de Apoquindo            | 20.000     | 7 (1949, 1954, 1961, 1966, 1984,1987)       | 52            |
| Club de Deportes Cobreloa                     | Calama        | Região de Antofagasta            | Campeão                                                             | Estádio Municipal de Calama                | 12.000     | 5 (1980, 1982, 1985, 1988, 1992)            | 16            |
| Corporación Deportiva Everton de Viña del Mar | Viña del Mar  | Província de Valparaíso          | Décimo Terceiro Lugar                                               | Estádio Sausalito                          | 25.000     | 3 (1950, 1952, 1976)                        | 47            |
| Club Social y de Deportes Concepción          | Concepción    | Região de Bío-Bío                | Décimo Primeiro Lugar                                               | Estádio Municipal de Concepción            | 35.000     | 0 (não possui)                              | 24            |
| O'Higgins Fútbol Club                         | Rancagua      | Região de O'Higgins              | Sexto Lugar                                                         | Estádio El Teniente                        | 14.550     | 0 (não possui)                              | 35            |
| Club de Deportes La Serena                    | La Serena     | Região de Coquimbo               | Nono Lugar                                                          | Estádio La Portada                         | 18.500     | 0 (não possui)                              | 26            |
| Club Deportivo Palestino                      | La Cisterna   | Região Metropolitana de Santiago | Décimo Segundo Lugar                                                | Estádio Municipal de La Cisterna           | 12.000     | 2 (1955, 1978)                              | 38            |
| Club Universidad de Chile                     | Santiago      | Região Metropolitana de Santiago | Quarto Lugar                                                        | Estádio Nacional de Chile                  | 55.100     | 7 (1940, 1959, 1962,1964, 1965, 1967, 1969) | 54            |
| Club de Deportes Coquimbo Unido               | Coquimbo      | Região de Coquimbo               | Décimo Lugar                                                        | Estádio La Pampilla                        | ---        | 0 (não possui)                              | 10            |
| Club de Deportes Antofagasta                  | Antofagasta   | Região de Antofagasta            | Sétimo Lugar                                                        | Estádio Regional de Antofagasta            | 26.339     | 0 (não possui)                              | 14            |
| Club de Deportes Temuco                       | Temuco        | Região de Araucanía              | Oitavo Lugar                                                        | Estádio Municipal Germán Becker            | 20.930     | 0 (não possui)                              | 20            |
| Club Deportivo Provincial Osorno              | Osorno        | Região de Los Lagos              | Acesso pelo Campeonato Chileno de Futebol de 1992 - Segunda Divisão | Estádio Municipal Rubén Marcos Peralta     | 12.000     | 0 (não possui)                              | 2             |
| Club de Deportes Iquique                      | Iquique       | Região de Tarapacá               | Acesso pelo Campeonato Chileno de Futebol de 1992 - Segunda Divisão | Estádio Municipal de Iquique               | -----      | 0 (não possui)                              | 12            |
| Club de Deportes Melipilla                    | Melipilla     | Região Metropolitana de Santiago | Acesso pelo Campeonato Chileno de Futebol de 1992 - Segunda Divisão | Estádio Municipal Roberto Bravo Santibáñez | 5.500      | 0 (não possui)                              | 1             |

## Campeão
| Campeão Chileno 1993                                           |
| -------------------------------------------------------------- |
| Club Social y Deportivo Colo-Colo (Macul) (20º título) Campeão |